# Tigran
Tigran ist ein männlicher Vorname und ein Familienname.

## Bekannte Namensträger

### Vorname
- Tigran Abramowitsch Alichanow (1943–2023), russischer Pianist armenischer Herkunft
- Tigran Tschuchatschjan (1837–1898), armenischer Opernkomponist
- Tigran Gharabaghzjan (* 1984), armenischer Fußballspieler
- Tigran Gharamian (* 1984), französischer Schachmeister armenischer Herkunft
- Tigran Hamasyan (* 1987), armenischer Jazzpianist
- Tigran Kotanjian (* 1981), armenischer Schachspieler
- Tigran Mansurjan (* 1939), armenischer Komponist klassischer Musik
- Tigran Geworg Martirosjan (* 1988), armenischer Gewichtheber
- Tigran Wardan Martirosjan (* 1983), armenischer Gewichtheber
- Tigran Martirossian (* 1970), armenischer Opernsänger
- Tigran Petrosjan (1929–1984), sowjetischer Schach-Großmeister armenischer Herkunft
- Tigran Sargsjan (* 1960), armenischer Politiker

### Familienname
- Aram Tigran (1934–2009), armenischer Künstler und Musiker